# Tercer Informe de Evaluación del IPCC
El Tercer Informe de Evaluación del Panel Intergubernamental sobre Cambio Climático (IPCC) de las Naciones Unidas, (también conocido como AR3) es el tercero en una serie de informes con el fin de evaluar científica, técnica y socioeconómicamente la información conocida con respecto al cambio climático, sus efectos potenciales, y las alternativas de mitigación y adaptación al mismo.
El IPCC fue establecido en 1988, por el Programa de las Naciones Unidas para el Ambiente (UNEP) y la World Meteorological Organization (WMO, también de ONU) "... para evaluar la información científica, técnica y socioeconómica relevante, para la comprensión del cambio climático, sus impactos potenciales y opciones de adaptación y mitigación." Este Tercer Informe de Evaluación (TAR por el acrónimo en inglés) fue el tercero de una serie de evaluaciones, que ha sido reemplazado por el Cuarto Informe de Evaluación del IPCC (AR4), lanzado en 2007.
Las declaraciones del IPCC, y la información de la TAR, se utilizan a menudo como una referencia que muestra un consenso científico sobre la conjetura del calentamiento global, aunque una pequeña minoría de los científicos están en desacuerdo con las evaluaciones de la ONU (véase controversia sobre el calentamiento global y políticas del calentamiento global).

## Grupos de trabajo
El IPCC está organizado en tres grupos de trabajo (WG) y en una task force :
- WGI: aspectos científicos del cambio climático (véase IPCC TAR WG1, 2001)
- WGII: vulnerabilidad, consecuencias y opciones (véase IPCC TAR WG2, 2001)
- WGIII: limitaciones y las opciones de mitigación (véase IPCC TAR WG3, 2001)
- Task Force: programa de Inventarios Nacionales de Gases de Efecto Invernadero

El WG I cubre las mismas áreas del Segundo Informe de Evaluación del IPCC (SAR del IPCC) de 1995, aunque los WG II & III cubren áreas ligeramente diferentes al Tercer Informe.

## Conclusiones
Las principales conclusiones del Grupo de Trabajo I (The Scientific Basis, Summary for Policymakers Archivado el 7 de marzo de 2016 en Wayback Machine., en IPCC AR3 WG1, 2001) fueron:
1. Un creciente cuerpo de observaciones ofrecen una visión de un mundo en calentamiento y otros cambios en el sistema climático (las Tº promedio de superficie globales, se habrían incrementado en el siglo XX 0,6 °C; las temperaturas habrían aumentado durante las últimas cuatro décadas en los 8 km inferiores de la atmósfera; la cubierta de nieve y la extensión del hielo habrían disminuido (véase glaciares Silvretta, Pío XI)
2. Las emisiones de gases de efecto invernadero y de aerosoles debidas a actividades humanas, siguen modificando la atmósfera de forma que se espera que afecten el clima (los aerosoles antropogénicos son de corta duración y producen principalmente un forzamiento radiativo negativo, los factores naturales han intervenido poco en el forzamiento radiativo en los últimos siglos)
3. La confianza en la capacidad de los modelos para proyectar el clima futuro ha aumentado (los complejo de modelos climáticos basados en la física están obligados a proporcionar estimaciones detalladas de feedbacks, y de las características regionales. Estos modelos todavía no pueden simular todos los aspectos del clima (por ejemplo, todavía no pueden explicar ni mínimamente las tendencia en la diferencia de temperatura de la superficie de la troposfera desde 1979) y hay determinadas incertidumbres con las nubes y su interacción con la radiación y los aerosoles. Sin embargo, la confianza en la capacidad de estos modelos para facilitar proyecciones útiles del clima futuro ha mejorado debido a su rendimiento demostrado en una amplia gama de escalas espaciales y temporales-   Archivado el 1 de junio de 2007 en Wayback Machine.)
4. Habría nuevas pruebas menos endebles de que la mayor parte del calentamiento observado durante los últimos 50 años es atribuible a actividades humanas
5. La influencia humana seguirá cambiando la composición atmosférica durante el siglo 21
6. La temperatura media global y el nivel del mar se elevarán en todos los escenarios IPCC SRES.

Las estimaciones del TAR en sensibilidad climática es de 1,5 a 4,5 °C; y la temperatura media de la superficie proyecta un aumento de 1,4 a 5,8 °C en el periodo 1990 a 2100, y el nivel del mar se elevará por 1 a 9 dm en el mismo periodo. La amplia gama de predicciones se basa en diferentes escenarios asumiendo diferentes niveles de futuras emisiones de CO2. Cada escenario tiene un rango de posibles resultados asociados a ella. El resultado más optimista supone una agresiva campaña para reducir las emisiones de CO2, mientras que el más pesimista es un "status quo". Los escenarios más realistas se sitúan entre ambos.

## Base de las predicciones
Las predicciones del IPCC se basan en los mismos modelos utilizados para establecer la importancia de los diferentes factores en el calentamiento global. Estos modelos necesitan datos sobre las emisiones antropogénicas de aerosoles y gases de efecto invernadero.
Esos datos se predicen a partir de modelos económicos basados en 35 diferentes escenarios.
Los escenarios van desde pesimista a optimista, y las predicciones del calentamiento global dependen del tipo de escenario considerado.
El IPCC usa las mejores predicciones disponibles y sus informes están bajo escrutinio científico.
El IPCC reconoce que hay una necesidad de mejorar los modelos y mejorar la comprensión científica de los fenómenos climáticos, así como las incertidumbres
Los críticos afirman que los datos disponibles son insuficientes para determinar la importancia real de los gases de efecto invernadero en el cambio climático
La sensibilidad del clima, a algunos de los gases de efecto invernadero (como saber si el CO2 es transparente al pasaje de radiación infrarroja Tierra-Espacio) puede ser sobrestimado o subestimado, debido a algunas fuertes fallas en los modelos, y debido a la importancia de algunos factores externos que han sido desestimadas. Las predicciones se basan en escenarios, y el IPCC no ha asignado ninguna probabilidad a los 35 escenarios utilizados.